# Эмансипация (альбом)
«Эмансипация» — третий официальный сборник хитов женской поп-группы «ВИА Гра», вышедший в 2008 году. Существуют два варианта издания альбома: обычный и коллекционный. Коллекционный вариант вышел в продажу 30 октября 2008 года, обычный — 27 ноября 2008 года. Релиз и презентация сборника состоялись соответственно в вышеуказанные даты. Впервые в истории коллектива альбом содержит CD-диск с официальными ремиксами, также нововведением для группы является наличие трёх дисков в альбоме. Сборник выпущен под руководством лейблов CD Land+ и AMUSIC RECORDS COMPANY.

## История выхода альбома
Альбом «Эмансипация» вышел в свет в конце октября — начале ноября 2008 года. За несколько дней до выхода сборника водитель грузовой машины, перевозившей первую партию новых дисков, не появился на территории дистрибьюторской компании CD Land+ в назначенное время. Однако, с большим опозданием, но партия дисков была доставлена, и компании CD Land+ и AMUSIC RECORDS COMPANY не разорвали контракт. По словам водителя, причиной задержки стала обычная пробка.
Релиз альбома «Эмансипация» состоялся 30 октября 2008 года, а презентация сборника прошла ночью 27 ноября 2008 года в ночном клубе Soho Rooms.

## Об альбоме
«Эмансипация» — по сути, третий сборник лучших песен группы «ВИА Гра», однако, в альбоме также присутствуют абсолютно новые песни. Например, «Emancipation» — заглавная песня альбома, первый трек, исполненный в обновлённом составе; или композиция «Я не боюсь». В трек-лист вошла песня группы «Колибри» «Американская жена». «ВИА Гра» сделала кавер песни в поддержку фильма «Стиляги». Также в сборник вошла песня «Появись, мой суженый», ранее появлявшаяся только в коллекционном варианте издания первого сборника хитов коллектива — «Бриллианты».
Автором почти всех песен является Константин Меладзе, за исключением двух композиций: «Американская жена», авторство которой принадлежит Наталье Пивоваровой (текст песни был изменён Ольгой Ципенюк, так как композиция была задействована в вышеуказанном фильме, а тематика картины не совпадала со смыслом оригинального текста) и «Ой, говорила чиста вода», текст к которой написала Дианна Гольдэ.
Некоторые песни в альбоме, к примеру «Л. М. Л.», являются студийными апконвертами, то есть пережатыми обратно в AudioCD из формата MP3, и имеющими частоту чуть больше 15 кГц, что сказалось на качестве звука. Некоторые песни, к примеру первые три, являются полноценными несжатыми треками с частотой значительно больше 20 кГц. Данный дефект имеется в обоих вариантах издания.

## Варианты издания

### Коллекционное издание
Коллекционное издание альбома вышло раньше обычного. Оно включает в себя три диска: CD-диск с лучшими песнями группы «ВИА Гра» за последние годы, CD-диск с официальными ремиксами на композиции группы разных лет и DVD-диск с шестью клипами коллектива, в число которых входят два новых ролика. Также коллекционный вариант содержит двадцатистраничный буклет с эксклюзивными фотографиями группы, автографы солисток и тексты некоторых песен. Данное издание вышло в упаковке DigiPack.

#### CD 1: «Эмансипация»
| №   | Песня                                                  | Музыка / Слова                                                          | Время |
| --- | ------------------------------------------------------ | ----------------------------------------------------------------------- | ----- |
| 1.  | «Emancipation»                                         | К. Меладзе / К. Меладзе                                                 | 3:58  |
| 2.  | «Я не боюсь»                                           | К. Меладзе / К. Меладзе                                                 | 4:32  |
| 3.  | «Американская жена»                                    | Н. Пивоварова / О. Ципенюк (автор оригинального текста — Н. Пивоварова) | 3:00  |
| 4.  | «Поцелуи»                                              | К. Меладзе / К. Меладзе                                                 | 4:19  |
| 5.  | «Л. М. Л.»                                             | К. Меладзе / К. Меладзе                                                 | 4:08  |
| 6.  | «Обмани, но останься»                                  | К. Меладзе / К. Меладзе                                                 | 3:58  |
| 7.  | «Бриллианты»                                           | К. Меладзе / К. Меладзе                                                 | 3:26  |
| 8.  | «Нет ничего хуже» (совместно с «ТНМК»)                 | К. Меладзе / К. Меладзе                                                 | 3:42  |
| 9.  | «Цветок и нож»                                         | К. Меладзе / К. Меладзе                                                 | 4:52  |
| 10. | «Притяженья больше нет» (совместно с Валерием Меладзе) | К. Меладзе / К. Меладзе                                                 | 4:20  |
| 11. | «Бомба 2006»                                           | К. Меладзе / К. Меладзе                                                 | 3:21  |
| 12. | «Ой, говорила чиста вода»                              | К. Меладзе / Д. Гольдэ                                                  | 3:55  |
| 13. | «Появись, мой суженый»                                 | К. Меладзе / К. Меладзе                                                 | 3:17  |

#### CD 2: «Ремиксы»
| №   | Ремикс                                                  | Музыка / Слова          | Время |
| --- | ------------------------------------------------------- | ----------------------- | ----- |
| 1.  | «Emancipation (DJ Kirill clash remix)»                  | К. Меладзе / К. Меладзе | 3:58  |
| 2.  | «Я не боюсь (DJ Kirill clash remix)»                    | К. Меладзе / К. Меладзе | 3:35  |
| 3.  | «Я не вернусь (disco space mix by YaD)»                 | К. Меладзе / К. Меладзе | 3:53  |
| 4.  | «Я не вернусь (disco acid drum mix by YaD)»             | К. Меладзе / К. Меладзе | 3:38  |
| 5.  | «Стоп! Стоп! Стоп! (disco house mix by YaD)»            | К. Меладзе / К. Меладзе | 4:10  |
| 6.  | «Стоп! Стоп! Стоп! (latino mix by YaD)»                 | К. Меладзе / К. Меладзе | 3:57  |
| 7.  | «Стоп! Стоп! Стоп! (upbeat version)»                    | К. Меладзе / К. Меладзе | 3:49  |
| 8.  | «Стоп! Стоп! Стоп! (crystal pop mix by Master J)»       | К. Меладзе / К. Меладзе | 5:00  |
| 9.  | «Не оставляй меня, любимый! (etno-easy mix by RainMan)» | К. Меладзе / К. Меладзе | 3:45  |
| 10. | «Не оставляй меня, любимый! (space mix by RainMan)»     | К. Меладзе / К. Меладзе | 3:48  |
| 11. | «Биология (club mix by RainMan)»                        | К. Меладзе / К. Меладзе | 3:10  |
| 12. | «Биология (jungle mix by RainMan)»                      | К. Меладзе / К. Меладзе | 3:30  |
| 13. | «Не надо (latin mix by RainMan)»                        | К. Меладзе / К. Меладзе | 2:57  |
| 14. | «Не надо (dance mix by RainMan)»                        | К. Меладзе / К. Меладзе | 3:30  |
| 15. | «Good morning, папа! (strong mix by RainMan)»           | К. Меладзе / К. Меладзе | 3:45  |
| 16. | «Good morning, папа! (ING mix by RainMan)»              | К. Меладзе / К. Меладзе | 3:24  |

#### DVD
| №  | Клип                                   | Композитор | Режиссёр / Сценарист  | Дата               |
| -- | -------------------------------------- | ---------- | --------------------- | ------------------ |
| 1. | «Emancipation»                         | К. Меладзе | А. Бадоев / А. Бадоев | Сентябрь 2008 года |
| 2. | «Я не боюсь»                           | К. Меладзе | А. Бадоев / А. Бадоев | Апрель 2008 года   |
| 3. | «Нет ничего хуже» (совместно с «ТНМК») | К. Меладзе | С. Горов / С. Горов   | Апрель 2005 года   |
| 4. | «Мир, о котором я не знала до тебя»    | К. Меладзе | С. Горов / С. Горов   | Октябрь 2004 года  |
| 5. | «Цветок и нож»                         | К. Меладзе | А. Бадоев / А. Бадоев | Ноябрь 2006 года   |
| 6. | «Поцелуи»                              | К. Меладзе | А. Бадоев / А. Бадоев | Сентябрь 2007 года |

#### Буклет
Коллекционное издание альбома содержит двадцатистраничный буклет с различными фотографиями группы «ВИА Гра», текстами песен («Цветок и нож», «Emancipation», «Я не боюсь», «Ой, говорила чиста вода») и словами благодарности солисток.
- Альбина Джанабаева, солистка группы «ВИА Гра»:

Спасибо всем, кто верит в нас… Спасибо моему сынуле, который, сам того не понимая, даёт мне силы и уверенность. Ваша Альбина.
- Меседа Багаудинова, солистка группы «ВИА Гра»:

Спасибо всем за веру в нас и за преданность! Моим родителям и всем близким людям за их любовь и поддержку… С любовью, ваша Меседа!
- Татьяна Котова, солистка группы «ВИА Гра»:

Я благодарна судьбе за то, что могу петь в самой популярной группе СНГ. За то, что сбываются мечты, которые когда-то казались несбыточными. Спасибо за нарушение законов природы: когда всё время обещают похолодание, мне с каждым днём на душе теплее. Спасибо за искренность, чистоту, романтику и красоту песен. Они как нежное прикосновение души к струнам сердца.

### Обычное издание
Обычное издание вышло позже коллекционного, как и в случае с предыдущим сборником «Поцелуи». Обычный вариант содержит один CD-диск с лучшими песнями группы и восьмистраничный буклет с фотографиями «ВИА Гры», автографами солисток коллектива и текстами некоторых композиций. Стоит заметить, что в обычном издании нет песни «Американская жена». Данный вариант издания вышел в упаковке Jewel Case.

#### CD: «Эмансипация»
| №   | Песня                                                  | Музыка / Слова          | Время |
| --- | ------------------------------------------------------ | ----------------------- | ----- |
| 1.  | «Emancipation»                                         | К. Меладзе / К. Меладзе | 3:58  |
| 2.  | «Я не боюсь»                                           | К. Меладзе / К. Меладзе | 4:32  |
| 3.  | «Поцелуи»                                              | К. Меладзе / К. Меладзе | 4:19  |
| 4.  | «Л. М. Л.»                                             | К. Меладзе / К. Меладзе | 4:08  |
| 5.  | «Обмани, но останься»                                  | К. Меладзе / К. Меладзе | 3:58  |
| 6.  | «Бриллианты»                                           | К. Меладзе / К. Меладзе | 3:26  |
| 7.  | «Нет ничего хуже» (совместно с «ТНМК»)                 | К. Меладзе / К. Меладзе | 3:42  |
| 8.  | «Цветок и нож»                                         | К. Меладзе / К. Меладзе | 4:52  |
| 9.  | «Притяженья больше нет» (совместно с Валерием Меладзе) | К. Меладзе / К. Меладзе | 4:20  |
| 10. | «Бомба 2006»                                           | К. Меладзе / К. Меладзе | 3:21  |
| 11. | «Ой, говорила чиста вода»                              | К. Меладзе / Д. Гольдэ  | 3:55  |
| 12. | «Появись, мой суженый»                                 | К. Меладзе / К. Меладзе | 3:17  |

## Создатели альбома
- Музыка и слова песен — Константин Меладзе (за исключением: «Американская жена» (музыка и слова — Наталья Пивоварова, текст под редакцией Ольги Ципенюк) и «Ой, говорила чиста вода» (слова — Дианна Гольдэ, музыка — Константин Меладзе))
- Музыкальный продюсер — Константин Меладзе
- Продюсеры — Дмитрий Костюк, Константин Меладзе
- Выпускающий продюсер — Арина Абрамова
- Солистки — Альбина Джанабаева, Меседа Багаудинова, Татьяна Котова
- Вокал — Алёна Винницкая, Надежда Грановская, Анна Седокова, Вера Брежнева, Альбина Джанабаева, Меседа Багаудинова, Татьяна Котова, Валерий Меладзе, «ТНМК»
- Бэк-вокал — Анна Седокова, Вера Брежнева, Анна Карэ, Наталья Гура, Геннадий Крупник, Константин Меладзе
- Дизайнер — Алексей Русаков
- Авторинг и мастеринг — DJ Krypton

## Критика
Георгий Цубавов из российского издания журнала Billboard в своей рецензии назвал альбом «новым» в кавычках, заявив, что «„Эмансипация“ — по сути, не больше, чем „the best“ с несколькими новыми композициями». Однако он отметил, что ценность издания заключается во втором диске, который является первым полноценным альбомом с ремиксами. «Танцевальные обработки, конечно, встречались и раньше, но только здесь они забивают целый диск». Набор треков он назвал «стандартным», а стилистика аранжировок, по его словам, «варьируется от евродэнса до диско примерно так же, как и набор треков на каждом новом релизе от „ВИА Гры“. То есть, минимально».
Гуру Кен с информационного сайта «NEWSmusic» также отметил минимальное количество нового материала в альбоме: «Новый номерной альбом лучшей girls-группы страны, всё-таки, не совсем номерной. Нового материала в нём — всего четыре песни из чёртовой дюжины. Остальные дублируют превосходный последний альбом „Поцелуи“, явно недооцененный». Он отмечает «неторопливый и удивительно актуальный романтический мир женской цельности» в мелодике, в которую Константин Меладзе «мастерскими мазками вплетает и страстную сексуальность, и житейскую эмансипированность, и коварную материальность. Всю женскую противоречивость и славянское благородство помыслов».